# Albatros (communicatie)
De Albatros is een boordcomputer en communicatiesysteem waarmee de bussen van vervoersmaatschappij Arriva zijn uitgerust. Het systeem werd ontwikkeld door Prodata, samen met Arriva-technici. Integratie van het systeem in de verschillende bustypen is uitgevoerd door de firma Eekels Elektrotechniek onder regie van Arriva.
Albatros biedt verschillende mogelijkheden voor zowel de reiziger als de chauffeur:
- Voertuigvolgsysteem - De ASL (Arriva Service en Logistiek) verkeersleiding kan de bus via het systeem volgen met behulp van gps zodra de buschauffeur zich aanmeldt. De chauffeur kan de centrale bereiken via een ingebouwde GSM-functie.
- OV-chipkaart - Het Albatros-systeem is noodzakelijk voor het correct functioneren van de OV-chipkaart.
- Infotainment - Het systeem geeft informatie over omgevingsfactoren die voor een bus van belang zijn, zoals ongelukken, de weersverwachting of stremmingen.
- Camerabewaking - Albatros biedt ook ondersteuning voor de camerabewaking in de bus.
- VETAG en KAR

De chauffeurs kunnen de boordcomputer bedienen door middel van een circa 7″-aanraakscherm op het dashboard. Op dit scherm is voor de chauffeur allerlei informatie te zien, zoals welke haltes moeten worden aangedaan en wat de eventuele vertragingstijd is. 
In veel bussen worden ook één of meer 17″-tft-schermen gemonteerd, waarop reizigersinformatie getoond kan worden (infotainment). Dit is meestal gecombineerd met een systeem van automatische halteafroep (Loes).
Via het Albatros-systeem kunnen buschauffeurs wel contact krijgen met de centrale, maar niet met elkaar.
Onderling contact is belangrijk voor de chauffeurs, bijvoorbeeld om elkaar op de hoogte te houden van vertraging en overstappers. 
Om die reden is in de Arriva-bussen naast Albatros ook een mobilofoon geïnstalleerd (Kort Verkeer, Motorola)
Het communicatiesysteem dat vervoersmaatschappij Veolia gebruikte komt overeen met dat van Albatros. Dit systeem maakte ook gebruik van de hard- en software van Prodata.